# Championnat de France de rugby à XIII de 2e division
Le championnat de France de rugby à XIII de 2e division ou Élite 2 constitue la deuxième division sur le plan national du rugby à XIII français. Ce championnat est organisé par la Fédération française de rugby à XIII et regroupe neufs équipes.
La particularité du rugby à XIII veut qu'à la fin du championnat il n'y a ni ascension ni relégation automatique. Pour accéder à la division supérieure (l'Élite 1) il faut qu'un club respecte un cahier des charges bien précis. C'est la Commission de Contrôle de Gestion et d'Assistance qui étudie et accepte qu'un club évolue au niveau supérieur. Pour les relégations, c'est également cette commission qui décide de l'avenir du club. Les équipes de ce championnat participent également à la coupe de France de rugby à XIII : la Coupe Lord Derby.
Le dernier champion est Palau Broncos XIII lauréat de la saison 2025.
L'édition 2019-2020, d'abord suspendue courant mars, est finalement annulée par la Fédération française de rugby à XIII, le 15 avril 2020, en raison de la pandémie de maladie à coronavirus. Par conséquent, le titre n'est pas attribué et la saison est officiellement considérée comme "blanche", selon l'instance fédérale. Le championnat reprend finalement la saison suivante avec treize équipes.

## Équipes participantes
| Palau Broncos XIII Carpentras [[]] Ille-sur-Têt Lescure-Arthès Salon-de-Provence Tonneins [[]] Villegailhenc |

### Équipes saison 2024-2025
| Club                 |
| -------------------- |
| Réalmont XIII        |
| RC Carpentras        |
| Pamiers              |
| Ille XIII            |
| RC Lescure-Arthes    |
| RC Salon             |
| Tonneins XIII        |
| Palau XIII           |
| Villegailhenc-Aragon |

## Format
Le calendrier est composé de deux phases :

### Première phase: saison régulière
Chaque équipe rencontre toutes les autres en matchs aller-retour. Ainsi, à l'issue de la saison régulière, chaque équipe a disputé seize matchs.

### Deuxième phase: éliminatoires
À l'issue de la saison régulière, les six premiers de la saison régulière se qualifient pour la phase à élimination directe. Troisième et sixième d'une part et quatrième et cinquième d'autre part s'affrontent en barrage. Les gagnants de ces rencontres, disputées sur un match sec, rejoignent le vainqueur de la phase régulière et son dauphin en demi-finale. La vainqueur de la finale qui suit est sacré champion de France de rugby à XIII d'Elite 2.

## Palmarès
| Année | Vainqueur                                      | Score                                          | Finaliste                                      |
| ----- | ---------------------------------------------- | ---------------------------------------------- | ---------------------------------------------- |
| 1935  | Saint-Médard-en-Jalles                         | 26-16                                          | Lespignan                                      |
| 1936  | Stade rochelais                                | 15-3                                           | Boulou sportif XV                              |
| 1937  | Stade rochelais                                | 15-14                                          | Nantes                                         |
| 1938  | Celtic Saint-Denis                             | 12-11                                          | Stade rochelais                                |
| 1939  | Castres XIII                                   | 10-6                                           | Saintes                                        |
|       | Lavardac                                       | ?                                              | ?                                              |
| 1945  | AS Carcassonne II                              | ?                                              | ?                                              |
| 1946  | Figeac XIII                                    | 10-9                                           | Orange XIII                                    |
| 1947  | Facture                                        | ?                                              | Grenoble                                       |
| 1948  | Carpentras                                     | 4-3                                            | Thuir XIII                                     |
| 1949  | Casteljaloux XIII                              | 2-0                                            | Orange XIII                                    |
| 1950  | RC Carpentras                                  | 15-10                                          | Arcachon XIII                                  |
| 1951  | Lavardac                                       | 24-18                                          | Orange XIII                                    |
| 1952  | Facture XIII                                   | aux points                                     | Lavardac                                       |
| 1953  | Lavardac                                       | 14-3                                           | La Réole XIII                                  |
| 1954  | Arcachon XIII                                  | 8-2                                            | Villefranche XIII Aveyron                      |
| 1955  | Lavardac                                       | 10-5                                           | Facture XIII                                   |
| 1956  | Facture                                        | 19-6                                           | XIII limouxin                                  |
| 1957  | La Réole XIII                                  | 53-12                                          | Tonneins XIII                                  |
| 1958  | US Lyon-Villeurbanne                           | 25-7                                           | Nautique de Bayonne                            |
| 1959  | Elne/Palau-del-Vidre                           | 28-16                                          | La Réole XIII                                  |
| 1960  | RC Saint-Gaudens                               | 5-5 rejoué 20-2                                | La Réole XIII                                  |
| 1961  | Armé Joinville                                 | 20-12                                          | RC Saint-Gaudens                               |
| 1962  | Villefranche XIII Aveyron                      | 21-3                                           | La Réole XIII                                  |
| 1963  | Salon XIII                                     | 13-5                                           | SU Cavaillon                                   |
| 1964  | Palau Broncos XIII                             | forfait                                        | Le Pontet                                      |
| 1965  | US Le Pontet                                   | 14-9                                           | Rieux-Minervois                                |
| 1966  | CO Avignon                                     | 10-0                                           | RC Carpentras                                  |
| 1967  | AS Saint-Estève                                | 8-0                                            | Saint-Jacques Carcassonne                      |
| 1968  | Tonneins XIII                                  | 9-6                                            | Paris                                          |
| 1969  | Saint-Jacques Carcassonne                      | 23-13                                          | CO Avignon                                     |
| 1970  | Celtic de Paris                                | 9-6                                            | US Entraigues                                  |
| 1971  | Facture XIII                                   | 19-5                                           | RC Roanne                                      |
| 1972  | Saint-Jacques Carcassonne                      | 18-12                                          | SM Pia                                         |
| 1973  | Pia                                            | 6-3                                            | Pamiers XIII                                   |
| 1974  | Tonneins XIII                                  | 11-10                                          | Paris XIII                                     |
| 1975  | Cahors XIII                                    | 9-8                                            | Réalmont XIII                                  |
| 1976  | Salon XIII                                     | 13-2                                           | US Entraigues                                  |
| 1977  | Saint-Cyprien Sportif XIII                     | 25-7                                           | US Ferrals XIII                                |
| 1978  | Réalmont XIII                                  | 14-13                                          | Sainte-Livarde                                 |
| 1979  | Aspet XIII                                     | 11-5                                           | Lestelle-Bétharam                              |
| 1980  | Aspet XIII                                     | 25-7                                           | La Redorte                                     |
| 1981  | La Redorte                                     | 17-9                                           | Le Barcarès XIII                               |
| 1982  | Auterive                                       | 20-9                                           | Pennautier                                     |
| 1983  | Carpentras                                     | 16-6                                           | Toulouse olympique XIII                        |
| 1984  | Cavaillon XIII                                 | 32-20                                          | RC Roanne                                      |
| 1985  | Châtillon XIII                                 | 18-12                                          | Pia XIII                                       |
| 1986  | RC Roanne                                      | 19-16                                          | La Réole XIII                                  |
| 1987  | Trentels XIII                                  | 7-6                                            | Baho XIII                                      |
| 1988  | SM Pia                                         | aux points                                     | RC Albi                                        |
| 1989  | Pamiers XIII                                   | 20-12                                          | Le Barcarès XIII                               |
| 1990  | Le Barcarès XIII                               | 12-6                                           | Villefranche XIII Aveyron                      |
| 1991  | RC Albi                                        | 23-12                                          | FC Lézignan                                    |
| 1992  | Villefranche XIII Aveyron                      | 9-6                                            | XIII limouxin                                  |
| 1993  | Cannes XIII                                    | 20-7                                           | Toulouse                                       |
| 1994  | Palau Broncos XIII                             | 25-14                                          | Lyon-Villeurbanne                              |
| 1995  | US Entraigues                                  | 22-6                                           | Cannes XIII                                    |
| 1996  | Salon XIII                                     | 30-16                                          | Tonneins XIII                                  |
| 1997  | Salon XIII                                     | 34-8                                           | Saint-Cyprien Sportif XIII                     |
| 1998  | Tonneins XIII                                  | 36-12                                          | SO Avignon                                     |
| 1999  | Villefranche XIII Aveyron                      | 38-18                                          | Saint-Cyprien Sportif XIII                     |
| 2000  | Saint-Cyprien                                  | 32-20                                          | AS Carcassonne                                 |
| 2001  | RC Carpentras                                  | 20-15                                          | RC Albi                                        |
| 2002  | Lyon-Villeurbanne                              | 28-22                                          | Châtillon                                      |
| 2003  | Sainte-Livrade                                 | 25-15                                          | Union Treiziste Catalane II                    |
| 2004  | RC Carpentras                                  | 14-10                                          | Union Treiziste Catalane II                    |
| 2005  | Marseille XIII                                 | 12-10                                          | RC Carpentras                                  |
| 2006  | Le Barcarès                                    | 25-9                                           | Palau Broncos XIII                             |
| 2007  | Loustalet-Bias XIII                            | 16-14                                          | RC Albi                                        |
| 2008  | Le Barcarès XIII                               | 30-16                                          | Montpellier XIII                               |
| 2009  | Corbeil XIII                                   | 30-14                                          | Baho XIII                                      |
| 2010  | Palau Broncos XIII                             | 18-12                                          | Montpellier XIII                               |
| 2011  | RC Lescure-d'Albigeois                         | 12-0                                           | Baho XIII                                      |
| 2012  | Palau Broncos XIII                             | 34-17                                          | Toulouse Jules-Julien                          |
| 2013  | Palau Broncos XIII                             | 26-22                                          | Baho XIII                                      |
| 2014  | Baho                                           | 18-12                                          | Albi RL XIII                                   |
| 2015  | Albi RL XIII                                   | 21-14                                          | Racing Club Lescure-Arthès XIII                |
| 2016  | La Réole XIII                                  | 20-18                                          | RC Lescure-d'Albigeois                         |
| 2017  | Villefranche XIII Aveyron                      | 13-10                                          | Baho XIII                                      |
| 2018  | Villegailhenc Aragon XIII                      | 23-16                                          | RC Lescure-d'Albigeois                         |
| 2019  | Baho                                           | 35-20                                          | Villegailhenc                                  |
| 2020  | Annulé en raison de la pandémie de coronavirus | Annulé en raison de la pandémie de coronavirus | Annulé en raison de la pandémie de coronavirus |
| 2021  | Annulé en raison de la pandémie de coronavirus | Annulé en raison de la pandémie de coronavirus | Annulé en raison de la pandémie de coronavirus |
| 2022  | Pia XIII Baroudeur                             | 15-14 a.p.                                     | Baho XIII                                      |
| 2023  | Ille XIII                                      | 25-18                                          | Villefranche XIII Aveyron                      |
| 2024  | Villefranche XIII Aveyron                      | 37-14                                          | Villegailhenc Aragon XIII                      |
| 2025  | Palau Broncos XIII                             | 20 - 17                                        | Villegailhenc Aragon XIII                      |

## Médiatisation du championnat
En France, ce championnat a plutôt une couverture régionale ; il est couvert par des quotidiens régionaux comme L'Indépendant et la Dépêche du midi. Le site Treize mondial assure également un couverture complète sur internet. Certaines phases finales pouvant être retransmises sur des chaines comme Vià Occitanie.
Néanmoins, ce championnat peut ponctuellement intéresser des médias étrangers comme Rugby League World et Rugby League Review qui assurent une couverture minimale en donnant les résultats, ou peuvent lui consacrer quelques articles. 